# Port Hope Simpson
Port Hope Simpson es un pueblo canadiense situado en la provincia de Terranova y Labrador.

## Superficie
Port Hope Simpson tiene una superficie de 32,02 km².

## Demografía
En 2021, tenía 403 habitantes, una densidad poblacional de 12,6 hab./km², y 186 viviendas.